# Przełęcz Sucha (Góry Bialskie)

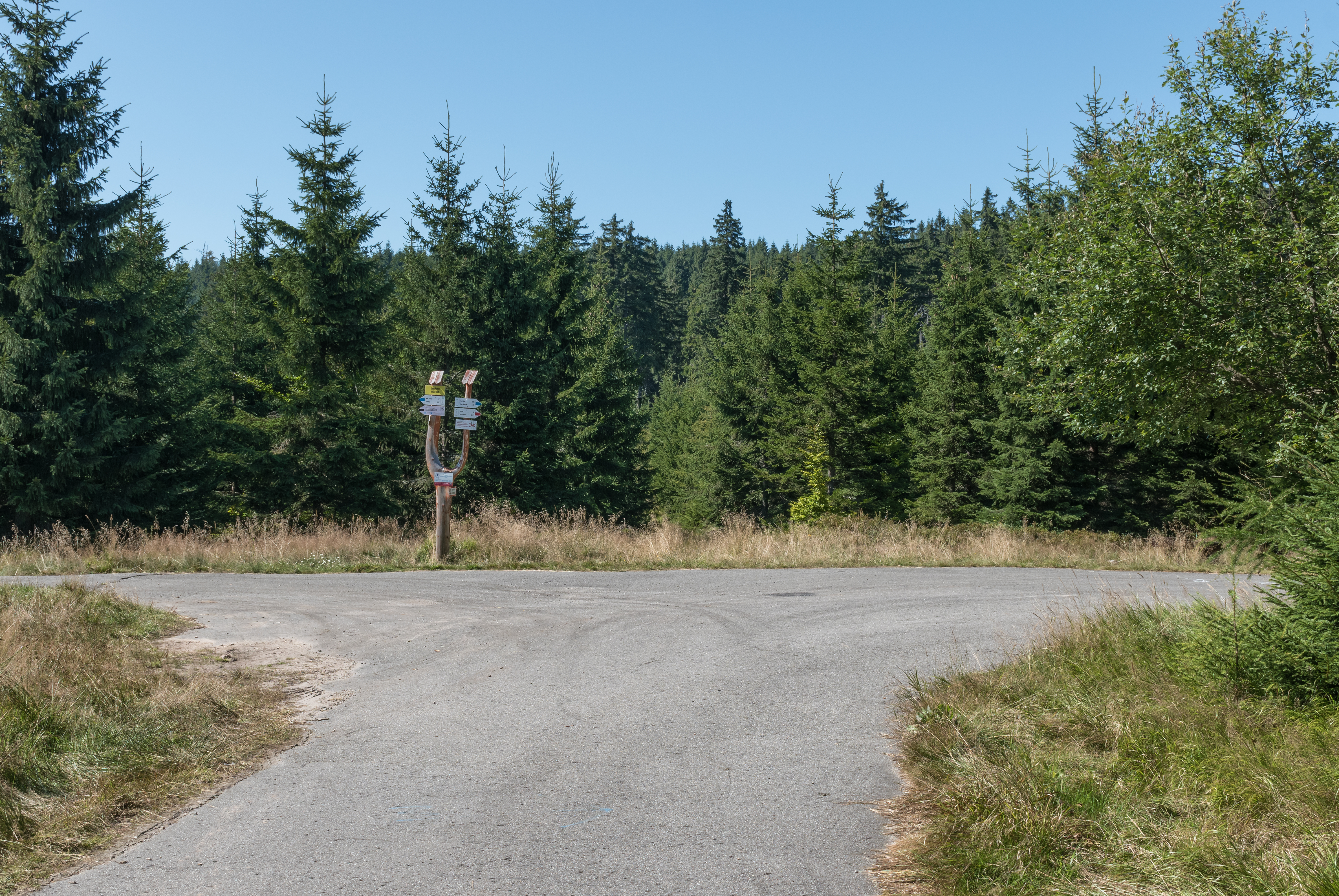
Skrzyżowanie dróg na Przełęczy Suchej

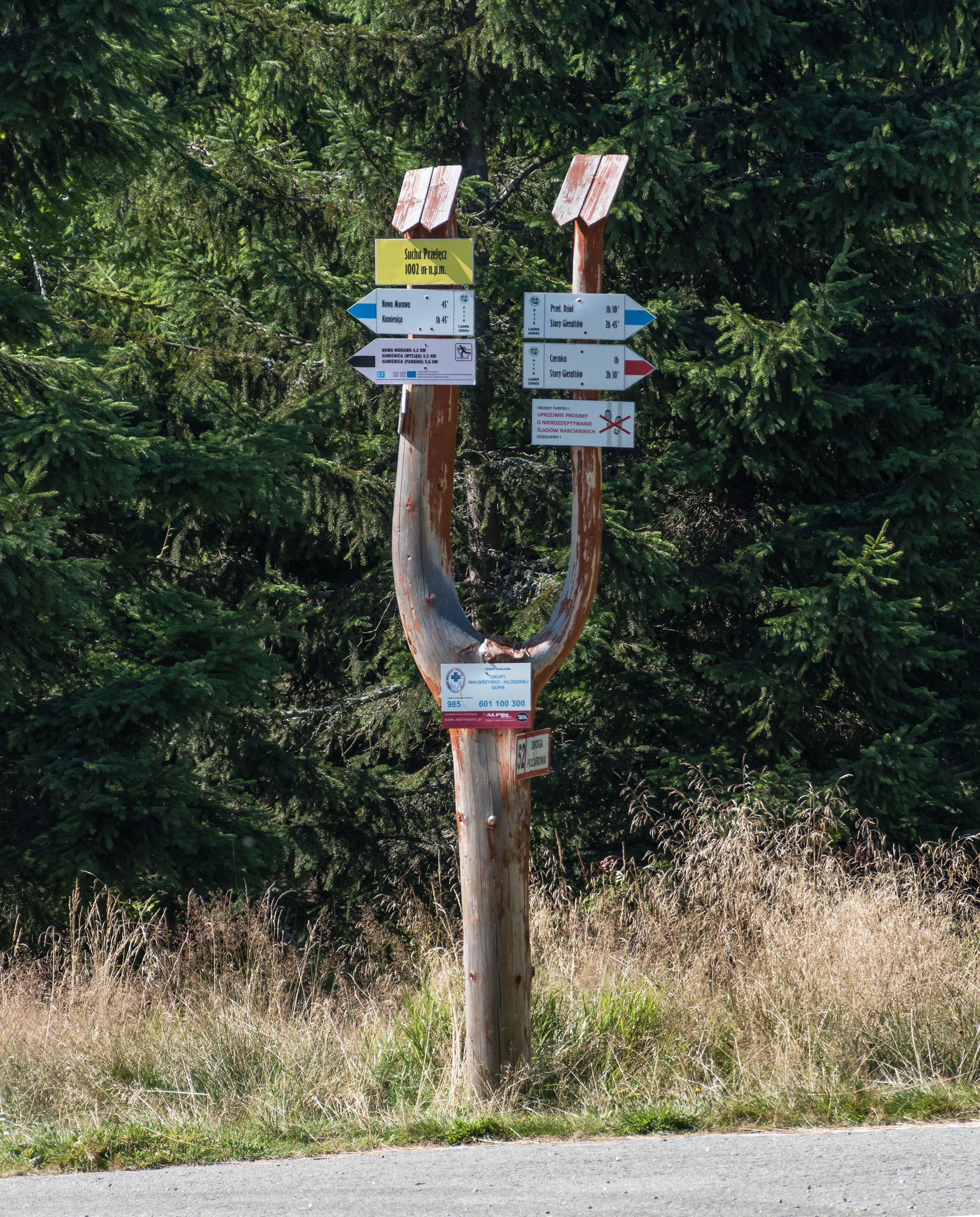
Oznaczenia szlaków turystycznych na przełęczy

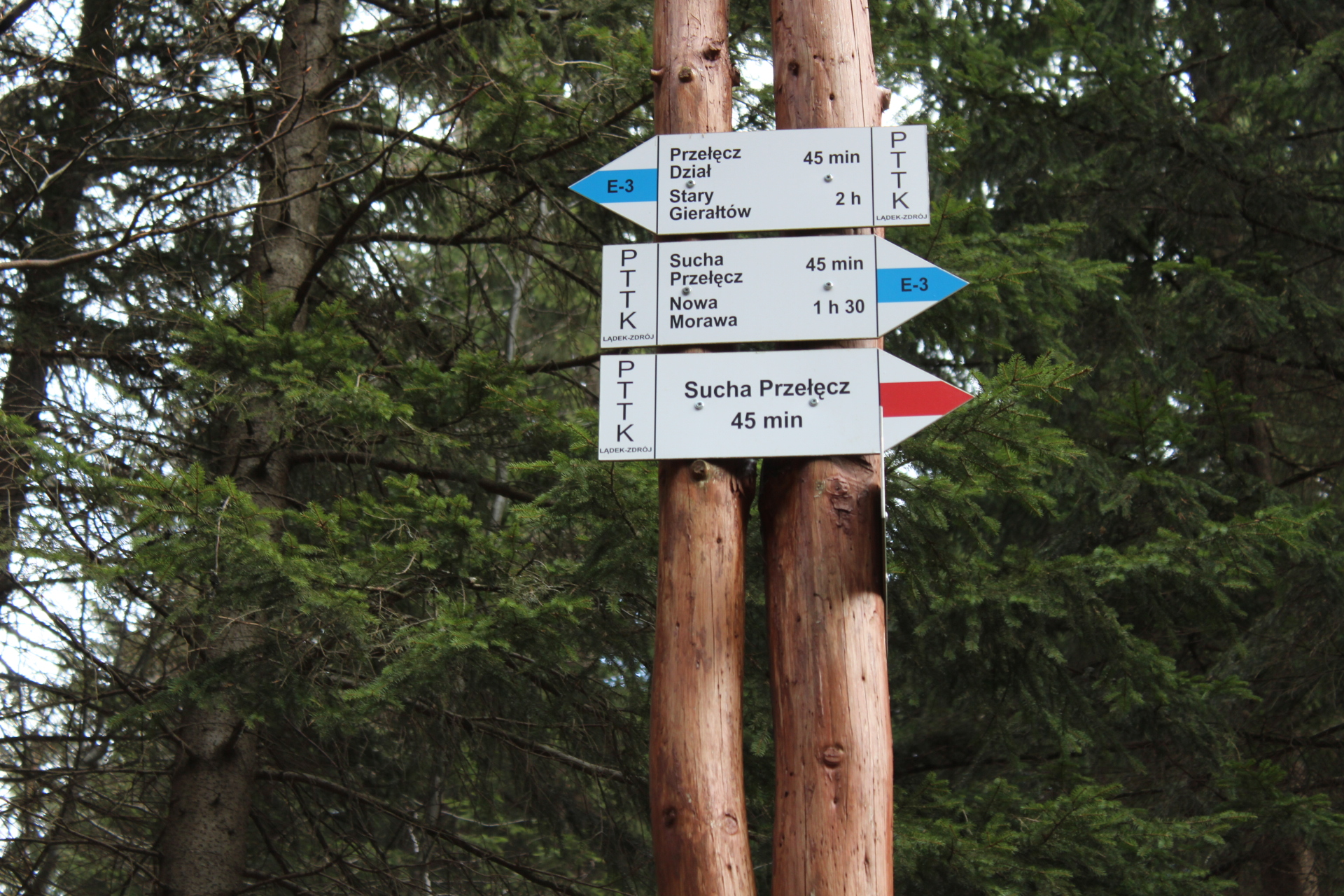
Znak do przełęczy

Przełęcz Sucha (Sucha Przełęcz) – płytka przełęcz w Górach Bialskich położona na wysokości 1002 m n.p.m.
Oddziela południową część Gór Bialskich od ich części środkowej. Na zachodzie przełęcz przechodzi w Suchą Kopę.

## Położenie i opis
W kierunku północnym ciągnie się grzbiet łączący się poprzez przełęcz Wielkie Rozdroże (964 m n.p.m.) z Czernicą. W kierunku południowo-wschodnim odchodzi grzbiet, na którym znajdują się Jawornicka Kopa (1052 m n.p.m.), Orlik (1068 m n.p.m.) i graniczny szczyt Rude Krzyże (1053 m n.p.m.).
Obecnie Przełęcz Sucha jest pozbawiona lasu i otwierają się z niej widoki na północną część Gór Bialskich, na Góry Złote i na Masyw Śnieżnika. Przez Przełęcz Suchą przechodzi Droga Marianny, główna droga leśna łącząca Nową Morawę z Nową Bielą. Na Przełęczy Suchej zaczyna się Dukt Nad Spławami odchodzący w kierunku wschodnim, trawersując zbocza Jawornickiej Kopy i Orlika.
Dawniej Przełęcz Sucha ze względu na przechodzące przez nią drogi odgrywała znaczną rolę komunikacyjną związaną z gospodarką leśną i turystyką.

## Szlaki turystyczne
Przez Przełęcz Suchą przebiegają następujące szlaki turystyczne:
- – szlak turystyczny niebieski, międzynarodowy szlak turystyczny Atlantyk – Morze Czarne E3 z Nowej Morawy do Starego Gierałtowa,
- – szlak turystyczny czerwony prowadzący na Przełęcz Gierałtowską przez Czernicę i Nowy Gierałtów, zaczynający się na przełęczy,
- – szlak rowerowy niebieski ze Schroniska PTTK "Na Śnieżniku" do Przełęczy Gierałtowskiej,
- – czerwony szlak rowerowy z przełęczy Dział do Bielic.